# ГЕС Пікара
ГЕС Пікара – гідроелектростанція на півдні Індії у штаті Тамілнад, яка використовує ресурс зі сточища річки Moyar, лівої притоки Бхавані, котра в свою чергу є правою притокою Кавері (кількома рукавами впадає у Бенгальську затоку за пів сотні кілометрів на південь від Пудучеррі).
У верхній течії Moyar, котра спершу носить назви Mukurthi та Пікара, тече в північному напрямку. В районі Гленморган вона починає описувати вигнуту на захід дугу, протікаючи на зворотному шляху у східному напрямку через ущелину Moyar. Великий перепад висот між ущелиною та районом Гленморган використали за допомогою дериваційного каскаду із двох ступенів. Ресурс для роботи верхнього з них – ГЕС Пікара – відводився зведеною на початку 1930-х років на Пікарі мурованою греблею Glenmorgan Forebay висотою 16 метрів та довжиною 80 метрів. Зазначена споруда створила певний підпір та спрямувала воду на північ до сточища річки Сігур (впадає праворуч у Moyar в центральній частині однойменної ущелини), при цьому спершу ресурс прямує через водорозділ по каналу довжиною кілька сотень метрів, а далі трасу деривації продовжує ділянка напірних водоводів довжиною 3 км, котрі виводять до розташованого поблизу селища Сінгар наземного машинного залу. Відпрацьована вода скидається у струмок Kurumamat Halla, який природним шляхом впадав ліворуч до нещодавно згаданої Сігур, проте після спорудження нижньої станції каскаду – ГЕС Moyar – в основному дренується через неї до ущелини вище від устя Сігур.
Первісно ГЕС використовувала лише природний режим течії річки, який сильно залежить від сезону мусонів. Проте майже одразу вирішили оптимізувати її роботу за допомогою накопичення ресурсу, для чого в 1938-му звели муровану греблю Mukurthi висотою 34 метри та довжиною 162 метри, яка потребувала 35 тис. м3 матеріалу та утримує сховище з об’ємом 51 млн м3 (корисний об’єм майже такий же – 50,7 млн м3). За цим у 1950-х роках між  Mukurthi та Glenmorgan Forebay з’явилась гребля Пікара – все так же традиційна для Індії мурована споруда висотою 56 метрів та довжиною 194 метри, що потребувала 17 тис. м3 матеріалу та утримує водойму з об’ємом 56,6 млн м3. Створення сховищ дозволило підсилити машинний зал: якщо в 1932-1933 тут встановили три турбіни потужністю по 7 МВт, то в 1938-му додали ще дві по 11 МВт, а в 1954-му – дві по 13,6 МВт (можливо відзначити, що на початку 21 століття гідроагрегат №4 вивели з експлуатації).
У подальшому реалізували ще ряд проектів, спрямованих на розширення ресурсної бази. В 1963 році завершили греблю Kamarajsagar (Sandynallah) висотою 33 метри та довжиною 241 метр, яка потребувала 52 тис м3 матеріалу. Вона перекрила у верхній течії згадану вище праву притоку Moyar річку Сігур, утворивши водосховище з об'ємом 26,6 млн м3 (корисний об'єм 21,7 млн м3) та збільшивши водозбірну площу на 44 км2, при цьому додатковий ресурс перекидається до сховища греблі Пікара за допомогою тунелю. В подальшому реалізували ще два проекти з перекидання води із менших водотоків басейну – під’єднали розташовану західніше від течії Пікари долину Naduvattam (1976 рік, плюс 12,8 км2 водозбору), а також долини Lone і Melkodmund, котрі лежать на схід від Пікари, між нею та долиною Сігур (плюс 13 км2 водозбору). Як наслідок, загальна площа, з якої надходить ресурс для проекту, збільшилась майже вдвічі – до 154 км2. Втім, можна відзначити, що вода з двох потоків правобережжя самої Пікари (долини Porthimund та Парсонс) спрямовується на південний схід для використання у гідроенергетичній схемі на річці Кунда, котра, як і Moyar, є лівою притокою Бхавані  (ГЕС Кунда I та інші).
Збільшення доступного для проекту ресурсу призвело у 1971-1976 роках до спорудження на Пікарі в районі Glenmorgan нової греблі – New Pykara Forebay, яка має висоту 45 метрів при довжині 236 метрів, потребувала 78 тис м3 матеріалу та утримує балансуюче сховище з об’ємом 5,6 млн м3. 
На початку 21 століття вирішили використати існуючу схему водозбору для використання в проекті Pykara Ultimate Stage Hydro Electric Project (PUSHEP). Другий машинний зал при цьому спорудили у підземному виконанні більш ніж на кілометр ближче до сховища Pykara Forebay ніж попередній. В той же час, відпрацьована вода з нового об’єкту потрапляє до відвідного тунелю довжиною 6,8 км, який завершується значно нижче по течії Kurumamat Halla на початку водосховища Maravakkandy. Це дало змогу досягти напору у 1038 метрів проти 844 метрів у агрегатів машинного залу Сінгара. За проектом PUSHEP встановили три турбіни того ж типу Пелтон, як і у першої черги, проте значно більшою одиничною потужністю у 50 МВт.